# Gaullisme
 (juin 2012).
Si vous disposez d'ouvrages ou d'articles de référence ou si vous connaissez des sites web de qualité traitant du thème abordé ici, merci de compléter l'article en donnant les références utiles à sa vérifiabilité et en les liant à la section « Notes et références ».

Le pavillon de beaupré à croix de Lorraine des bâtiments des Forces navales françaises libres (FNFL).

Le gaullisme désigne la pensée politique inspirée des idées et de l'action de Charles de Gaulle, général français devenu président de la République. Le gaullisme renvoie depuis la mort du général De Gaulle aux courants de pensée et aux partis politiques qui se réfèrent à la tradition initiée par De Gaulle.
En revanche, l'adjectif pour qualifier les réflexions du général De Gaulle, ses prises de position, ses décisions, mais aussi les démarches en vue de les prolonger, est « gaullien ».
Le sens du mot gaullisme a évolué dans le temps :
- pendant la Seconde Guerre mondiale, il est synonyme de résistance à l'occupation nazie. Le terme « gaulliste » désigne ainsi le « résistant » en général (FFL à l'extérieur et réseaux FFI en métropole) mais devient, après le 22 juin 1941 (Opération Barbarossa) et l'entrée massive de la gauche dans la Résistance, un terme employé pour désigner tous les résistants qui ne sont pas communistes. Ils sont alors combattus par les autorités allemandes et par le gouvernement de Vichy[1] ;
- après la Libération et notamment à partir de la création du Rassemblement du peuple français, il prend son sens moderne pour désigner les idées, la politique du général de Gaulle et de ses soutiens, par opposition aux autres partis et courants politiques de la Quatrième puis de la Cinquième République ;
- après 1970, il est la référence, avec des interprétations partielles et parfois divergentes, de ceux qui se réclament de l'héritage politique du fondateur de la Ve République.

Le gaullisme est à la base une forme de nationalisme français, souverainiste et défendant économiquement la participation.
L'emblème du gaullisme est la croix de Lorraine.
Les opposants au gaullisme sont appelés antigaullistes.

## Idées

### Le «pragmatisme» gaulliste
Le général de Gaulle n'était pas un idéologue mais d'abord un pragmatique qui adaptait les modalités de son action selon les circonstances, en ne gardant d'intangibles que quelques principes pour fixer les buts à atteindre. Néanmoins, sur chacun des thèmes qu'il met en avant (indépendance, diplomatie, constitution, domaine social, place des salariés dans l'entreprise), l'ensemble de ses choix, de ses objectifs et des moyens pour y parvenir, façonne bel et bien une doctrine politique.

### Patriotisme
Le gaullisme est, au départ, une philosophie porteuse d'« une certaine idée de la France ». Elle part des constats suivants :
- la France serait une des plus importantes nations du monde occidental. De Gaulle valorise en particulier des moments importants selon lui de l'histoire de France et durant lesquels la France aurait tendu vers un destin commun. Il pense en particulier aux Croisades et à la chevalerie, au Grand Siècle de Louis XIV et au rayonnement de la culture française à travers l'Europe, la Révolution française et Valmy ;
- A l'inverse, la France aurait en permanence la tentation de se replier sur ses querelles intérieures (politiques, sociales, intellectuelles), ce qui selon la vision gaulliste la ramènerait sur la voie du déclin.

En conséquence, pour qu'elle puisse donner le meilleur d'elle-même et prendre la tête des nations, la France devrait d'après de Gaulle en permanence être unifiée par un chef, un État ou un projet, et articulée par des institutions politiques (un équilibre des pouvoirs efficace), économiques (le plan) et sociales (la participation) adéquates pour éviter les luttes internes.
Au sein du gaullisme, cette philosophie se combine avec une vision humaniste et sociale, héritière du christianisme. Charles de Gaulle a en effet, dans son éducation et ses épreuves de vie, été très marqué par les enseignements du catholicisme social, notamment sous l'influence de son père Henri de Gaulle. Le 4 janvier 1948, de Gaulle avance ainsi : « Il n'y a qu'une seule querelle qui vaille, (…) c'est celle de l'Homme. ». Ce gaullisme social est à la fois : 
- une finalité de la grandeur de la France, puisque le message que la France porte dans le monde est humaniste ; 
- une conséquence à travers la politique sociale qui a pour premier objectif de souder la nation.

### Souveraineté
Sur le plan politique, le gaullisme traditionnel prône :
- l'indépendance de la France, par le refus de sa « vassalisation » à des organismes supranationaux (ONU, Européisme, OTAN), à des superpuissances (États-Unis) ou aux puissances économiques et financières (bourgeoisie). Cette indépendance est défendue par le gaullisme dans les domaines politique, économique, culturel, diplomatique et militaire ;
- par extension, le respect à travers le monde des nations, entités culturelles façonnées par l'Histoire et rempart des peuples contre les impérialismes[réf. nécessaire], à l'image de ses discours sur le Québec libre, sur la guerre du Viêtnam (discours de Phnom Penh), etc.

### Constitution
Charles de Gaulle a présenté sa vision des institutions à travers deux grands discours, à Bayeux (16 juin 1946) et à Épinal (29 septembre 1946) :
- un pouvoir exécutif fort et stable qui donne au Président de la République un rôle primordial ;
- un lien direct entre le chef et le peuple (élection du chef de l'État au suffrage universel direct, recours fréquent au référendum) ;
- le rejet du gouvernement des juges. De Gaulle disait : « En France, la [seule] cour suprême, c'est le peuple »[4]. À l'origine le rôle du Conseil constitutionnel se limitait à éviter une déviation du régime parlementaire en régime d'assemblée, mais pas d'imposer sa vision des droits fondamentaux aux organes élus du peuple ;
- sur la méthode : le pragmatisme et le refus des carcans idéologiques en vue d'atteindre les objectifs fixés (indépendance et rayonnement de la France dans le monde, unité intérieure de la France au service du projet patriotique).

C'est d'ailleurs par le référendum de 1958 que le Gaullisme s'applique en posant les bases du régime de la Ve République. L'universitaire Jean-Claude Zarka estime  que cette constitution (avec la Constitution de 1793) "est celle qui donne le plus de place à la procédure référendaire."

### Économie
Le gaullisme cherche à combiner économie de marché et interventionnisme. Il rejette ainsi le capitalisme et le communisme, dont il condamne les excès. De Gaulle prône en conséquence la recherche d'une « troisième voie » économique et sociale, qui éviterait l'exploitation de l'homme par l'homme. Au-delà d'une protection sociale avancée, qu'il met en œuvre à la Libération (avec la création de la sécurité sociale et des comités d'entreprise), de Gaulle soutient la participation des salariés aux bénéfices, aux décisions et à la propriété de l'entreprise, aussi appelée l'association capital-travail, concept emprunté à Frédéric Le Play. Cette politique serait censée réconcilier les Français entre eux et aboutir à la fois à la justice et à l'efficacité.
L’État joue un rôle important dans la vision du général de Gaulle. Sous ses gouvernements, l'économie était orientée par l'État en vue d'un développement volontariste : la planification, l'aménagement du territoire, les grands projets publics, la redistribution.
De Gaulle a néanmoins travaillé de manière étroite avec des économistes libéraux, dont Jacques Rueff, qui a été à l'origine de la politique du franc nouveau et était à l'origine du plan Pinay-Rueff de modernisation de l'économie en 1958.

### De Gaulle et les questions de société
- Un certain conservatisme sociétal : de Gaulle était contre l'avortement (mais c'est sous sa présidence que la pilule contraceptive fut autorisée par la Loi Neuwirth en 1967), et pour la peine de mort (mais il graciera toutes les femmes condamnées à mort)[8],[9].

### Gaullismes de droite et de gauche
- De Gaulle avait l'ambition de créer le rassemblement de tous les Français, au-delà du clivage gauche/droite, source de division et de déclin pour le pays. En dépit du rassemblement politique au sein de la famille gaulliste, des tendances ont toujours existé en interne, donnant ainsi naissance à un gaullisme de gauche et à un gaullisme de droite, en fonction des parcours de chacun.

#### Le gaullisme de gauche (ou gaullisme social)
L'aile gauche du gaullisme trouve ses origines dans l'aventure de la France libre, avec le ralliement au général de Gaulle de figures de gauche comme Georges Boris ou Pierre-Olivier Lapie. À la Libération, ces tenants de l'aile gauche prônèrent l'organisation d'un gouvernement d'union sacrée, alliant communistes et gaullistes, mais le général de Gaulle quitta le pouvoir sur un désaccord politique avec la gauche, en janvier 1946.
Lorsque le général de Gaulle créa son parti (Rassemblement du peuple français), en avril 1947, il le dota d'une aile gauche, l'Action ouvrière, où se fédéraient des personnalités comme René Capitant, Louis Vallon et Jacques Baumel. Cette aile gauche était cependant minoritaire, car le gaullisme de la Quatrième République se construisit d'abord par opposition au communisme. Elle reprit cependant la thèse d'une « troisième voie sociale » par l’« association du capital et du travail » emprunté au théoricien anarchiste Pierre-Joseph Proudhon.
En 1958, les défenseurs de ce « gaullisme social » participèrent au retour au pouvoir du général de Gaulle, à travers diverses formations, comme le Centre de la réforme républicaine puis l'Union démocratique du travail. Ils se font alors les défenseurs de la théorie du pan-capitalisme de Marcel Loichot qui prévoit de remettre progressivement, par la pratique d'une large distribution d'actions, le capital des entreprises aux mains de leurs salariés, leur permettant ainsi d'entrer au conseil d'administration et de participer aux décisions (principe dit de « participation »). Pierre Billotte, Jean de Lipkowski ou Philippe Dechartre en sont alors de grands porte-paroles.
En mai 1968, une partie de ces gaullistes sociaux entra en opposition avec la politique du gouvernement - à l'image d'Edgard Pisani, qui refusa de voter la confiance au gouvernement - et prit alors l'appellation de « gaullistes de gauche », pour défendre l'idée que la gauche française défendait mieux l'héritage gaulliste que la droite pompidolienne (ligne notamment incarnée par René Capitant, Louis Vallon, Jacques Dauer).
Les gaullistes de gauche se rassemblent autour de Jacques Chaban-Delmas (qui avait pour conseillers Simon Nora ou Jacques Delors) lorsqu'il développe son projet de nouvelle société en 1969. Ils se retrouvent toutefois orphelins lorsque celui-ci est remercié de Matignon en 1972. Ils considéraient alors que le mouvement gaulliste avait basculé dans un libéralisme dévoyant l'esprit originel du gaullisme.
Deux courants ont ainsi coexisté après 1974, les gaullistes sociaux qui, auprès de Jacques Chirac et au sein du Rassemblement pour la République, ont voulu défendre une tendance sociale du gaullisme interne à la droite (Christian Poncelet, Philippe Séguin) et les gaullistes de gauche qui se sont opposés à une « droitisation » du gaullisme et ont rallié la gauche à l'occasion des différents scrutins, jusqu'à l'élection présidentielle de François Mitterrand en 1981 (Jean Charbonnel, Olivier Stirn, Michel Vauzelle).
En 1992, avec la campagne de Maastricht, l'aile gauche du gaullisme a, dans sa très grande majorité, rallié le camp des souverainistes, critique d'une Europe libérale et supranationale (notamment autour de Philippe Séguin).

#### Le gaullo-communisme
Enfin un courant peut être qualifié de gaullo-communisme, reprenant entre autres les critiques du général de Gaulle concernant la bourgeoisie française et son rôle trouble durant la Collaboration, de plus les grands projets de planification de l’ère gaulliste en matière de nucléaire, d'autoroute, ou du programme spatial français semblent donner du crédit à cette thèse. On pourra citer le mouvement des gilets jaunes qui par la protéiformité du mouvement et des idées, alliant recherche de protection de l’État, discours social fort et revendication concernant les différentes formes de referendums garants d'une forme de souveraineté ou encore rappel du programme du CNR, reprend de grands thèmes chers au gaullisme,,

#### L'anarcho-gaullisme
Avec Combat, Roger Nimier, Jean Dutourd, Pierre Chany, Emmanuel Legeard. L'occupant allemand fut, d'après le colonel Rémy, le premier à se servir du mot d'anarcho-gaulliste pour désigner les résistants qui, effectivement, considéraient suivant leur slogan, que dans un État illégitime, servant les intérêts de l'ennemi, « Obéir c'est trahir. Désobéir c'est servir ».

## Histoire

### Gaullisme de guerre (1940-1944)
Le gaullisme a commencé pendant la guerre, comme un mouvement de résistance. Il a rassemblé alors autour du général de Gaulle, des hommes de toutes tendances politiques qui voulaient lui apporter leur appui pour continuer le combat contre Hitler et le fascisme aux côtés des Alliés et rejeter l'armistice conclu par le maréchal Pétain. Comme l'a constaté Daniel Cordier, il est remarquable que le gaullisme soit parvenu à rendre républicains des hommes appartenant à l'extrême-droite monarchiste, ultra-catholique et maurassienne, qui avaient historiquement rejeté la légitimité du gouvernement sous la IIIe République mais ont néanmoins rejoint la France libre pour combattre l'Occupation allemande et installer un gouvernement véritablement républicain en France : « une des vertus du gaullisme de guerre fut l'intégration définitive de la droite dans la République ».
À partir de juillet et d'octobre 1940, de Gaulle rejeta les lois répressives sur le statut des juifs, critiquant leur absence de légitimité. Après la guerre, un débat doctrinaire de philosophie politique portant sur la différence entre des lois « légales » et lois « légitimes » s'installa.
Ainsi, les lois répressives et racistes de Vichy étaient par exemple légales au sens juridique et constitutionnelles par rapport à la hiérarchie des normes. Mais, selon de Gaulle, elles manquaient de légitimité.
Les gaullistes qui le pouvaient ont alors rejoint les territoires britanniques pour s'engager dans les Forces Françaises Libres, et combattre aux côtés des Alliés, ou bien ils ont déclenché les mouvements de ralliement de diverses colonies françaises qui sont entrées en guerre sous l'autorité de de Gaulle.
Les autres gaullistes, ceux qui ne pouvaient le rejoindre (c’est-à-dire la majorité) sont restés dans les territoires dirigés par Vichy, ou certains d'entre eux ont constitué des réseaux de propagande, de renseignements ou de sabotage contre les occupants. Finalement toutes ces organisations de résistance ont été rassemblées par Jean Moulin, au sein du Conseil national de la Résistance (CNR), sous les ordres du général de Gaulle qui a transformé son mouvement de France libre en France combattante, pour y rassembler les résistants de l'extérieur et de l'intérieur.
Mais de Gaulle ne s'est pas contenté de maintenir une partie des Français dans la lutte contre l'occupant allemand : il a aussi tout fait pour reconquérir la souveraineté française dans le camp allié, contre certaines pressions des gouvernants anglais et surtout américain qui ont longtemps joué contre lui la carte vichyste.
Lors de la Libération, la Résistance française a multiplié ses actions et paralysé les tentatives de riposte allemande au débarquement. Quant à la population française, elle a accueilli de Gaulle en triomphateur, forçant ainsi Roosevelt à reconnaître enfin pleinement le gouvernement provisoire installé en France par de Gaulle.

### Gaullisme sous laIVeRépublique
Mais de Gaulle, après avoir atteint son but de guerre et restauré la démocratie, a critiqué le régime des partis qui avait été selon lui pour la France, avant la guerre une source de faiblesse, et préconise l'instauration d'un système cumulant la démocratie avec un exécutif fort.
Les partis politiques, objets de ses critiques, se sont défendus et il s'est considéré, ne pouvant appliquer son programme, comme contraint de démissionner.
Le « gaullisme » a alors pris une autre signification : il a cessé d'être un mouvement de résistance et de rétablissement de la démocratie. Le gaullisme est devenu un mouvement politique décidé à soutenir les idées de Charles de Gaulle sur la nécessité d'un pouvoir démocratique fort, auquel on avait ajouté un volet social : la volonté d'associer le capital et le travail. Certains anciens vichystes se sont alors ralliés au gaullisme comme d'anciens cadres communistes, tandis que certains de ses compagnons de lutte de la France libre et de la résistance qui avaient pris position à gauche ont combattu son Rassemblement du peuple français (RPF).
Comme la Quatrième République avait rapidement évolué dans le sens d'un régime de prépondérance de l'Assemblée, avec des gouvernements de coalition éphémères et ne parvenant pas à prendre les décisions, les gaullistes l'ont combattue sans merci, associant parfois leurs voix au Parlement à celles des communistes.
Mais le régime de la IVe République était affaibli par l'incapacité de ses gouvernements de coalition à résoudre les problèmes de la décolonisation. Après un sursaut sous la présidence du Conseil de Pierre Mendès France (ancien aviateur de la France Libre, puis ministre de de Gaulle au Comité d'Alger (CFLN) et au gouvernement provisoire), qui a réussi à mettre fin pour la France à la guerre d'Indochine et à décoloniser la Tunisie, la IVe République aurait « sombré dans l'immobilisme » : l'insurrection algérienne a entrainé une répression militaire puis un divorce de la métropole, non seulement avec les indigènes, mais aussi avec les Français d'Algérie, jusqu'à la tentative de coup d'État du 13 mai 1958 fomenté à Alger, par des activistes de droite et d'extrême droite et de l'armée encouragés par la population française locale.
Le gouvernement central a été incapable de riposter à ce mouvement et a affecté de le prendre sous son égide en nommant le commandant en chef Salan, rallié aux rebelles comme son représentant en Algérie.
Le général de Gaulle, l'ancien libérateur, a paru alors à beaucoup, le seul recours. Ce qui a conduit le président de la République René Coty à l'appeler à la présidence du Conseil en 1958.

## Partis et mouvements gaullistes

### Parti conduit par Charles de Gaulle (1947-1955)
- Rassemblement du peuple français (RPF) fondé et présidé par le général de Gaulle à partir de 1947. Mis en sommeil en 1955.

### Après de Gaulle

#### Partis successeurs directs (1958-2002)
Ils ont eu plusieurs noms suivant les époques :
- Union pour la nouvelle République (UNR, 1958-1967) et Union démocratique du travail (UDT, 1959-1967, mouvement gaulliste de gauche). Les deux partis sont associés sous le sigle UNR-UDT (1962-1967). Ces partis soutiennent la politique du Général de Gaulle, une fois celui-ci revenu au pouvoir ;
- Union des Démocrates pour la Ve République (UDVe, 1967-1968), fusion des deux partis précédents ;
- Union des démocrates pour la République (UDR, 1968-1976)[23]. Un an seulement après leur fusion, les partis de l'UDVe changent de nom pour devenir l'UDR ;
- Rassemblement pour la République (RPR) (1976-2002) : Jacques Chirac transforme l'UDR en RPR et en est le président jusqu'en 1994. En 2002, c'est sous son impulsion qu'est créée l'UMP.

#### Le néo-gaullisme des années 1970

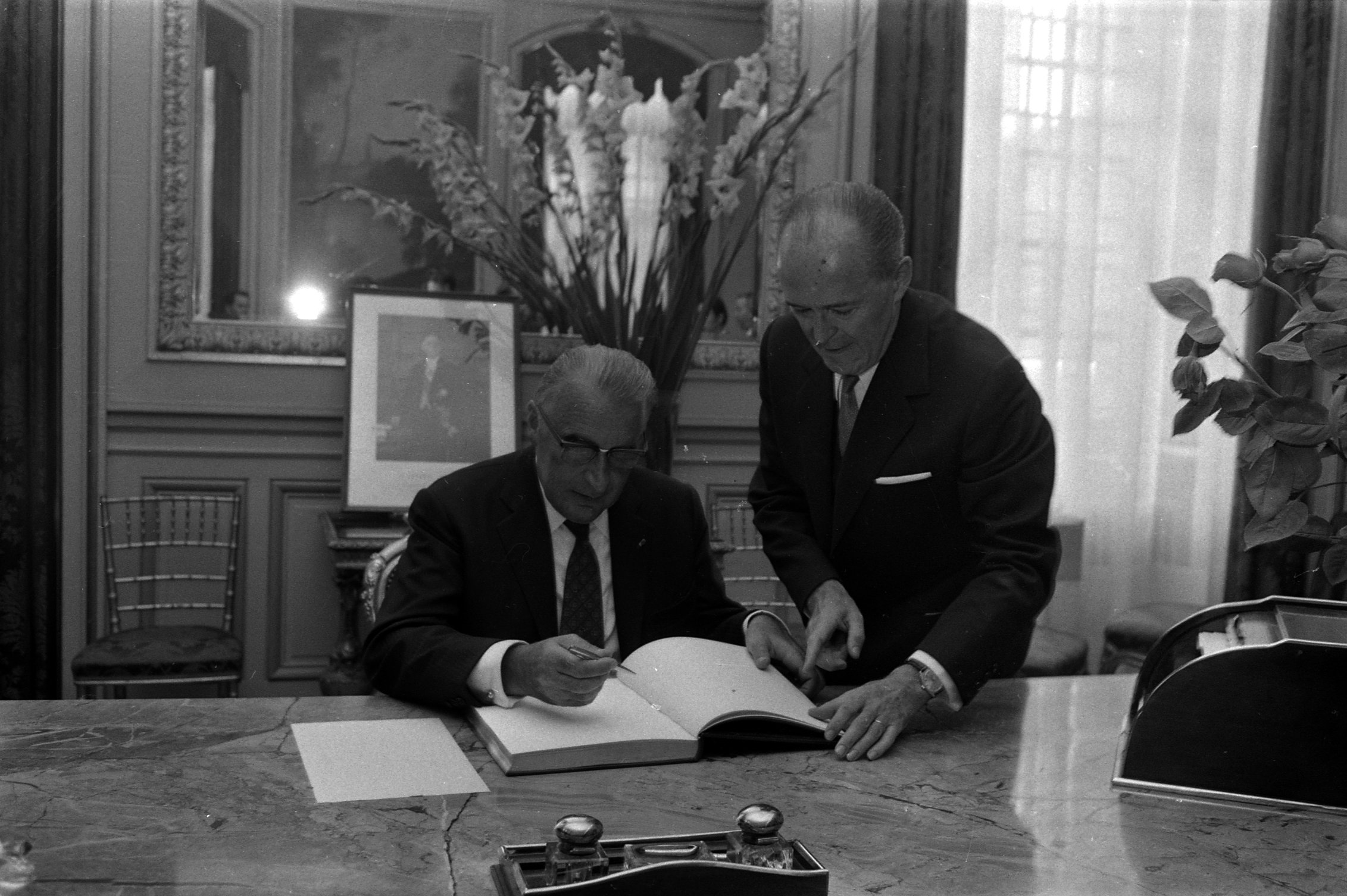
Le président Georges Pompidou en 1971, avec le portrait officiel de son prédécesseur Charles de Gaulle derrière lui.

Les successeurs de Charles de Gaulle — Georges Pompidou, Jacques Chirac — ont toutefois normalisé le programme gaulliste en l'alignant peu ou prou sur celui des droites européennes (capitalisme libéral, atlantisme, Europe supranationale, etc.). On parle alors parfois de « néo-gaullisme » et non plus de gaullisme. Ainsi, le néo-gaullisme moderne n'a gardé du gaullisme que l'idée d'une France forte au sein d'une Europe indépendante.
Le néo-gaullisme est le courant majoritaire au sein du RPR, puis de l'UMP jusqu'en 2004, avec Jacques Chirac, Alain Juppé et Dominique de Villepin. D'abord proche à ses débuts du gaullisme traditionnel, il se positionne à droite en adoptant le libéralisme économique au début des années 1980 puis en se ralliant à la construction européenne, dans le cadre d'une stratégie d'alliance avec l'UDF. Attaché à la souveraineté nationale, il défend l'idée d'une Europe politique, puissance indépendante et « différente » des États-Unis, une Europe de la coopération intergouvernementale. Ayant été formés à « l'école Pompidou », certains de ses représentants ont parfois été qualifiés de « pompidoliens ». Divisé entre « chiraquiens » et « balladuriens » lors de l'élection présidentielle de 1995, ce courant a vu les premiers remettre à l'honneur des thèses sociales ou étatistes et les seconds se placer sur une ligne libérale et conservatrice. Privilégiant une approche pragmatique dans l'exercice du pouvoir, inspiré aussi de valeurs humanistes héritées du radicalisme ou du gaullisme proprement dit, il tend par la suite, autour de Jacques Chirac et au sein de l'UMP, à promouvoir le rôle de l’État face aux enjeux de la mondialisation.

#### La conversion libérale et européenne (années 1980-1990)
La mutation fondamentale est intervenue sous les présidences de Georges Pompidou et de Valéry Giscard d'Estaing et s'est poursuivie dans la première moitié des années 1980. La rapide diffusion à travers le monde des idées du libéralisme économique sur les modèles britannique (1979) et américain (1980) ainsi que l'affrontement idéologique avec les gouvernements socialistes de la présidence de François Mitterrand (après 1981) ont entraîné l'adhésion de la majorité du RPR au libéralisme économique. Les mesures du gouvernement Jacques Chirac de 1986 à 1988, notamment sous l'impulsion d'Édouard Balladur, en sont l'illustration. La seconde grande mutation est la conversion officielle du RPR à la construction européenne, à la suite de l'évolution de Jacques Chirac sur cette question : le signataire de l'appel de Cochin (1979) mène campagne en faveur du traité de Maastricht (1992), contre les positions prises par Charles Pasqua et Philippe Séguin.
Le RPR regroupait alors trois tendances :
- une aile libérale (Édouard Balladur, Nicolas Sarkozy) dont les idées libérales, européennes et atlantistes ne se différenciaient plus guère de celles de la droite libérale classique, identifiée à l'UDF ;
- une aile gaulliste classique (Charles Pasqua, Philippe Séguin), à la fois plus sociale et « souverainiste », proche du gaullisme historique des années 1950-1960 ;
- un « centre » incarné par Jacques Chirac, qui oscille entre le libéralisme et une position héritée du radicalisme et du gaullisme.

Laurent de Boissieu observe « l’acceptation progressive d’une construction européenne de nature supranationale par les gaullistes puis surtout par les néogaullistes. Massivement opposés aux traités créant la CECA (1951), la CED (1954) et enfin la CEE (1957), ils votent quasi unanimement en faveur de l’Acte unique européen en novembre 1986 et ne sont plus ensuite que des minorités de plus en plus succinctes à s’opposer aux processus de ratification des traités de Maastricht en 1992 puis d’Amsterdam en 1999 ». Il note que « le ralliement des élus RPR au groupe PPE est l’aboutissement de la mutation idéologique des néogaullistes ».
Gaël Brustier estime que la droite « infléchit la trajectoire qui était la sienne » lors des Assises du RPR au Bourget (février 1990), qui voient la motion Jacques Chirac-Alain Juppé l’emporter avec les deux tiers des voix face à Philippe Séguin et Charles Pasqua.

#### L'UMP et la fin du gaullisme? (2002 - 2015)
Cependant, la puissance de l'influence libérale sur l'ensemble des mouvements politiques de droite (et aussi de gauche) à travers le monde, mais aussi la difficulté, 20 ou 30 ans après sa mort, à imaginer ce qu'aurait été la politique du général de Gaulle, ont conduit le RPR à se « banaliser » au sein des droites européennes malgré les tentatives de renaissance doctrinale des gaullistes sociaux et souverainistes réunis autour de la revue Une certaine idée, fondée sous l'égide de Philippe Séguin, en 1998. Après l'élection présidentielle de 2002, le mouvement « gaulliste » Rassemblement pour la République (RPR) s'est dissout dans un nouveau parti de droite fusionnant avec une partie de l'UDF : l'Union pour un mouvement populaire (UMP).
La transformation du RPR en UMP, parti dominant dans la droite française avec un programme jugé libéral et pro-européen, malgré la défense par Jacques Chirac du « modèle social français », pose, dans les premières années du XXIe siècle, la question de la pérennité du gaullisme dans la vie politique française.
Néanmoins, depuis la disparition du RPR, des mouvements revendiquent le maintien de la pensée gaulliste.
Certains sont associés ou proches de l'UMP, comme l'Union des jeunes pour le progrès (UJP), le Mouvement initiative et liberté, le cercle Nation et République, les comités Notre République, le club Nouveau Siècle, l'Union des démocrates pour le progrès (UDP), Le Chêne (créé par Michèle Alliot-Marie en 2006), ou plus récemment Oser la France (créé par Julien Aubert en 2017). De son côté, Debout la République devenu Debout la France, fondé en 1999 par Nicolas Dupont-Aignan, a été un mouvement associé à l'UMP jusqu'au départ de celui-ci, puis a fait partie de la majorité présidentielle jusqu'au congrès fondateur de 2008. 

#### La suite du gaullisme: toujours à droite?
À la suite des multiples critiques de l'Union européenne, jugée contraire aux valeurs du gaullisme, notamment depuis le référendum de 2005 ainsi que la crise économique en Grèce, le gaullisme semble trouver un nouvel écho en dehors des grands partis politiques traditionnels. Cette pensée se poursuit notamment à travers les mouvements souverainistes. Cette ligne fut brandie et/ou reste brandie par des partis et des mouvements plus ou moins médiatisés. Ce fut le cas du Front national où Marine Le Pen proposa comme promesse pour la campagne à l'élection présidentielle française de 2017, un référendum sur la sortie de l'Union Européenne. Ce fut également le cas à la même époque pour Jean-Luc Mélenchon, qualifié de "gaullo-mitterandiste". Ce dernier défendait un programme de défense et de relations internationales, compatible avec la vision géopolitique gaullienne, défendant une ligne "réaliste".
La ligne gaulliste reste défendue par des anciennes figures de droite qui reprennent le Gaullisme en tant que base de leur parti comme l'Union populaire républicaine (UPR) de François Asselineau ou Les Patriotes de Florian Philippot. D'autres, essentiellement les gaullistes de gauche, ont convergé avec des personnes comme Jean-Pierre Chevènement autour de valeurs communes souverainistes et sociales[C'est-à-dire ?].[réf. souhaitée] Tout comme Georges Kuzmanovic, dont le parti République Souveraine défend comme slogan "avec de Gaulle et avec Jaurès".

Les partisans d'une ligne indépendante se sont quant à eux retrouvés dans de multiples associations et clubs de réflexion (tels que Initiative Gaulliste, l'Union gaulliste, l'Union gaulliste pour une France républicaine, l'Action pour le renouveau du gaullisme et de ses objectifs sociaux, le Cercle Jeune France ou l'Académie du Gaullisme, le Cercle Aristote), que l'Union du peuple français a réunifiés pour partie d'entre eux.

## Critiques et oppositions
Comme un grand nombre de personnalités politiques françaises se réclament du gaullisme, celui-ci perd de sa signification,,,.
Pour l'historien Pierre Nora, l'appel à la figure de Charles de Gaulle permet de remplir le vide laissé par le déclin des idéologies et des partis politiques.

### Sources primaires
- Raymond Aron, Mémoires, Juilliard, 1983.
- André Figueras, Les Gaullistes vont en enfer, La Librairie française, 1965.

#### Textes de De Gaulle
- Mémoires de guerre :
  - Volume I - L'Appel, 1940-1942, Plon, 1954,
  - Volume II - L'Unité, 1942-1944, Plon, 1956,
  - Volume III - Le Salut, 1944-1946, Plon, 1959.
- Mémoires d'espoir :
  - Volume I - Le Renouveau, 1958-1962, Plon, 1970,
  - Volume II - L'Effort, 1962…, Plon, 1971.
- Discours et Messages :
  - Volume I - Pendant la Guerre, 1940-1946, Plon, 1970,
  - Volume II - Dans l'attente, 1946-1958, Plon, 1970,
  - Volume III - Avec le Renouveau, 1958-1962, Plon, 1970,
  - Volume IV - Pour l'Effort, 1962-1965, Plon, 1970,
  - Volume V - Vers le Terme, 1966-1969, Plon, 1970.
- C'était De Gaulle :
  - Volume I - Fayard, 1994,
  - Volume II - Fayard, 1997,
  - Volume III - Fayard, 2000.